# Iskandarkul
Iskandarkul (tadż.: Искандаркӯл) – jezioro polodowcowe położone w północno-zachodnim Tadżykistanie, w wilajecie sogdyjskim, w Górach Hisarskich. Ma kształt zbliżony do trójkąta. Jego powierzchnia wynosi 3,4 km², a głębokość – 72 m. Leży na wysokości 2195 m n.p.m. Jest jedną z największych atrakcji turystycznych kraju. 
Nazwa w języku tadżyckim oznacza Jezioro Aleksandra (Wielkiego).